# Anhe
Anhe (kinesiska: 安和乡, 安和) är en socken i Kina. Den ligger i den autonoma regionen Guangxi, i den södra delen av landet, omkring 410 kilometer nordost om regionhuvudstaden Nanning. Antalet invånare är 27098. Befolkningen består av 12 795 kvinnor och 14 303 män. Barn under 15 år utgör 20,0 %, vuxna 15-64 år 65 %, och äldre över 65 år 13,0 %.
Genomsnittlig årsnederbörd är 2 214 millimeter. Den regnigaste månaden är april, med i genomsnitt 356 mm nederbörd, och den torraste är oktober, med 53 mm nederbörd.